# Tenhō Foods

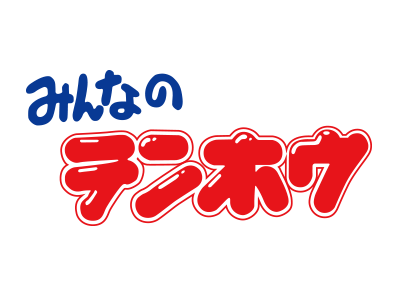
Logo des Restaurants Tenhō

K.K. Tenhō Foods (japanisch 株式会社 テンホウ・フーズ Kabushiki-gaisha Tenhō Fūzu) ist eine Restaurantkette mit dem Fokus auf Ramen- und Gyōza, die ausschließlich in der Präfektur Nagano angesiedelt ist.
Die Anzahl der Filialen beträgt gegenwärtig (Stand 2018) 32 Läden, welche über die ganze Präfektur verteilt sind. Davon führen 29 Filialen direkten Verkauf durch und drei Filialen sind Franchise-Unternehmen. Die Gründung des Unternehmens erfolgte im Jahr 1956. Die Position des Vorstandsvorsitzenden und Firmenchefs hat Sōtarō Ōishi (大石 壯太郎) inne. Der Hauptsitz befindet sich in Suwa.

## Namensgebung
Der Name leitet sich von dem Begriff ten no hō (天の宝) ab, was übersetzt „Schatz des Himmels“ bedeutet.

## Arten von Gerichte
Nudelgerichte, vor allem Ramen in unterschiedlichen Variationen, bilden das Kernangebot. Aber auch eine kleine Auswahl an Donburi und Set-Menüs (定食 teishoku) kann der Kunde wählen. Ebenfalls finden sich Gyoza sowie andere Snacks für den kleinen Hunger auf der Speisekarte. Weiterhin sind saisonal angepasste Nudelgerichte für einen begrenzen Zeitraum verfügbar. Während sich ein Standardangebot in allen Filialen findet, werden bestimmte Gerichte nur in speziellen Läden serviert.

## Filialen
- Obuse
- Nagano-Stadt: Drei Filialen
- Chikuma
- Ōmachi
- Azumino: Drei Filialen
- Matsumoto: Fünf Filialen
- Yamagata
- Shiojiri
- Okaya:  Drei Filialen
- Shimosuwa
- Suwa: Drei Filialen
- Chino: Fünf Filialen
- Fujimi: Zwei Filialen
- Tatsuno
- Ina